# Aristolochia lingulata
Aristolochia lingulata är en piprankeväxtart som beskrevs av Ernst Heinrich Georg Ule. Aristolochia lingulata ingår i släktet piprankor, och familjen piprankeväxter. Inga underarter finns listade i Catalogue of Life.